# Repubblica Socialista Sovietica Bielorussa
La Repubblica Socialista Sovietica Bielorussa o RSS Bielorussa (in bielorusso Беларуская Савецкая Сацыялістычная Рэспубліка?, Belaruskaja Saveckaja Sacyjalistyčnaja Rėspublika; in russo Белору́сская Сове́тская Социалисти́ческая Респу́блика?, Belorusskaja Sovetskaja Socialističeskaja Respublika, abbreviato БССР, BSSR), era una dei quattro membri fondatori originali dell'Unione delle Repubbliche Socialiste Sovietiche nel 1922, insieme alla RSS Ucraina, alla RSFS Transcaucasica e alla RSFS Russa. Era anche conosciuta con il nome di Russia Bianca.
La capitale della repubblica era Minsk. La RSS Bielorussa fu creata il 1º gennaio 1919.
Il Partito Comunista di Bielorussia governò la repubblica dal 1919 al 1991 come partito unico e ramo del PCUS.

## Storia

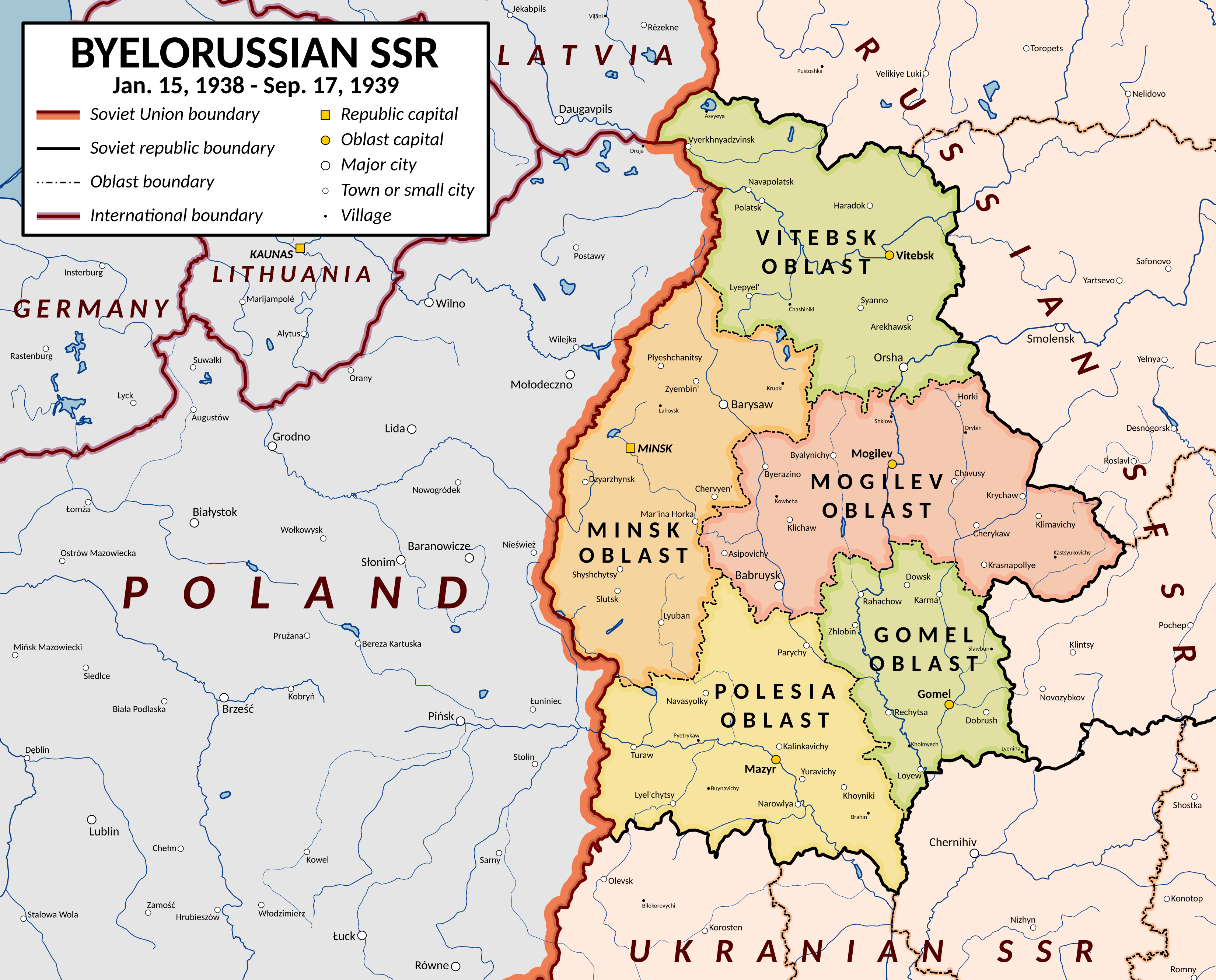
La RSS Bielorussa prima dello scoppio della seconda guerra mondiale

La Bielorussia, parte dell'Impero russo prima della prima guerra mondiale, dichiarò l'indipendenza il 25 marzo 1918, formando la Repubblica Popolare Bielorussa. La Repubblica visse comunque poco, e il regime fu rovesciato subito dopo il ritiro dei tedeschi. Nel 1919 la Bielorussia divenne Repubblica Socialista Sovietica Bielorussa (RSSB) e si unì alla Lituania nella Repubblica socialista sovietica lituana-bielorussa. Dopo la guerra polacco-sovietica finita nel 1921, le terre bielorusse furono divise tra la Polonia e la nuova RSS Bielorussa, che divenne un membro fondatore dell'Unione delle Repubbliche Socialiste Sovietiche nel 1922. Nel settembre 1939 l'Unione Sovietica si annetté le terre bielorusse possedute dalla Polonia, in forza del Patto Molotov-Ribbentrop.
Dopo la seconda guerra mondiale la RSS Bielorussa ricevette un seggio all'Assemblea Generale delle Nazioni Unite, insieme all'URSS e alla RSS Ucraina, divenendo uno dei membri fondatori dell'ONU. Il fatto che la Bielorussia fosse membro era un fatto puramente formale, un semplice modo per fare avere all'URSS tre voti.
Dopo il colpo di Stato d'agosto, il Soviet Supremo di Bielorussia dichiarò l'indipendenza dall'URSS il 25 agosto 1991. La repubblica fu chiamata "Repubblica di Bielorussia" il 19 settembre 1991. L'8 dicembre 1991 fu stipulato un nuovo trattato con la Russia e l'Ucraina, che sostituiva l'URSS con la Comunità degli Stati Indipendenti (CSI).

## Demografia
| Nazionalità | %    |
| Nazionalità | 1959 |
| ----------- | ---- |
| Bielorussi  | 81   |
| Polacchi    | 16   |
| Ebrei       | ~ 1% |
| Ucraini     | ~ 1% |
| Russi       | < 1% |

| Città   | Popolazione | Popolazione | Popolazione | Popolazione | Popolazione | Popolazione |         |
| Città   | 1923        | 1926        | 1959        | 1970        | 1979        | 1989        | 1991    |
| ------- | ----------- | ----------- | ----------- | ----------- | ----------- | ----------- | ------- |
| Minsk   |             |             | 509.500     | 907.100     | 1.276.000   | 1.607.000   |         |
| Brėst   |             |             |             |             |             |             |         |
| Homel'  |             |             |             |             |             |             |         |
| Hrodna  |             |             |             |             |             |             |         |
| Mahilëŭ |             |             |             |             |             |             |         |
| Vicebsk |             |             |             |             |             |             |         |
| Polack  | 18.194      | 25.826      | 44.978      | 64.182      | 71.152      | 76.837      |         |
| Barysaŭ |             | 25.840      | 59.300      | 84.000      |             |             | 150.200 |